# 幽靈情書
《幽靈情書》，是2001年香港靈異片，由勞劍華擔任導演。本片主要演員包括馮德倫、陳文媛、曾國祥、陳鍵鋒、林志豪、陳逸寧。於2001年11月24日正式上映。

## 演員

### 主要演員
| 演員   | 角色     | 關係/暱稱                                   |
| 馮德倫 | 林世倫   | 阿倫 阿史,大榮華之好友 杜小月之男友         |
| 陳文媛 | 杜小月   | 小月 林世倫之女友 Ronald之情婦 被Ronald殺害 |
| 曾國祥 | 阿史     | 林世倫之好友                                |
| 陳鍵鋒 | 大榮華   | Sammi,大榮華,老餅家 有陰陽眼 林世倫之好友   |
| 林志豪 | Ronald周 | 小月之情夫 殺害杜小月                       |
| 陳逸寧 | Fanny    | 杜小月之好友                                |

### 其他角色
| 演員     | 角色    | 關係/暱稱                                 |
| 黃文慧   | 麻麻    | 大榮華之奶奶                              |
| 蘇志威   | 陸叔明  | 陸sir 督察 自稱「秀茂坪童黨燒屍案」破案者 |
| 魯芬     | 史媽    | 阿史之母親                                |
| 董偉強   | 史父    |                                           |
| 高寶雲   | 史姐    |                                           |
| 彭立威   | 史兄    |                                           |
| 譚振強   | 史姐夫  |                                           |
| 鄒凱光   | mat mat | "沙灘情侶"                                |
| Eva wong | 包包    | "沙灘情侶"                                |
| CODY     | 廖美詩  |                                           |
| 簫亮     |         |                                           |

## 外部連結
- 開眼電影網上《幽靈情書》的資料（繁體中文）
- 豆瓣电影上《幽靈情書》的資料 （简体中文）
- 时光网上《幽靈情書》的資料（简体中文）
- 香港影庫上《幽靈情書》的資料（繁體中文）
- 互联网电影数据库（IMDb）上《幽靈情書》的资料（英文）